# Monumentenstraße
Die Monumentenstraße ist eine Straße in den Berliner Ortsteilen Kreuzberg und Schöneberg und ist rund 800 Meter lang. Am östlichen Ende grenzt die Straße an den Viktoriapark und kreuzt mit der Katzbachstraße. Das westliche Ende der Straße ist an der Kreuzung Monumenten- /Ecke Czeminskistraße, wo die Monumentenstraße in die Langenscheidtstraße mündet. Die Straße führt über die Monumentenbrücke, die über Bahngleise führt. Der Name der Straße ist abgeleitet von dem Monument des Nationaldenkmals für die Befreiungskriege, das auf dem Kreuzberg steht.

## Lage und Verlauf
Die Straße setzt die Langenscheidtstraße in östlicher Richtung hinter der Langenscheidtbrücke fort. Sie überquert auf der Monumentenbrücke ein Bahngelände und verläuft ab dort in Kreuzberg bis zur Katzbachstraße. Bis zum 9. Januar 1901 wurde die Straße Ziegeleiweg genannt, da die Schöneberger den Lehm für die Ziegelherstellung aus den Gruben am Tempelhofer Berg (heute: Kreuzberg) gefördert haben. Die Monumentenbrücke und das Mietshaus Nr. 35 sind denkmalgeschützt. Trotz vieler Maßnahmen zur Verkehrsberuhigung ist die Straße stark vom Durchgangsverkehr belastet. Neben Wohnhäusern (überwiegend gute Altbausubstanz) gibt es einige Gewerbehöfe und einen Recyclinghof sowie die Sportanlage Monumentenstraße, auf der die BSC Kickers 1900 spielen. In der Nähe liegt das Willy-Kressmann-Stadion, in dem der Türkiyemspor Berlin 1978 e. V. spielt. Es gibt einen Fußgängerdurchgang zur Kesselsdorfstraße. In der Monumentenstraße 9 befindet sich die Scheinbar.
Im Kreuzberger Bereich kreuzt die Monumentenstraße die Eylauer Straße und die Kreuzbergstraße. Im Schöneberger Bereich kreuzt die Straße die Bautzener Straße, die Hochkirchstraße und die Hohenfriedbergstraße.
Dazu besteht hier noch eine Verbindung zum Park am Gleisdreieck und zum Depot für Kommunalverkehr.
Im Schöneberger Teil befindet sich auf dem zweiten Hinterhof der Nummer 35 mit dem Billardaire der älteste Billardsalon Berlins.

## Baudenkmale

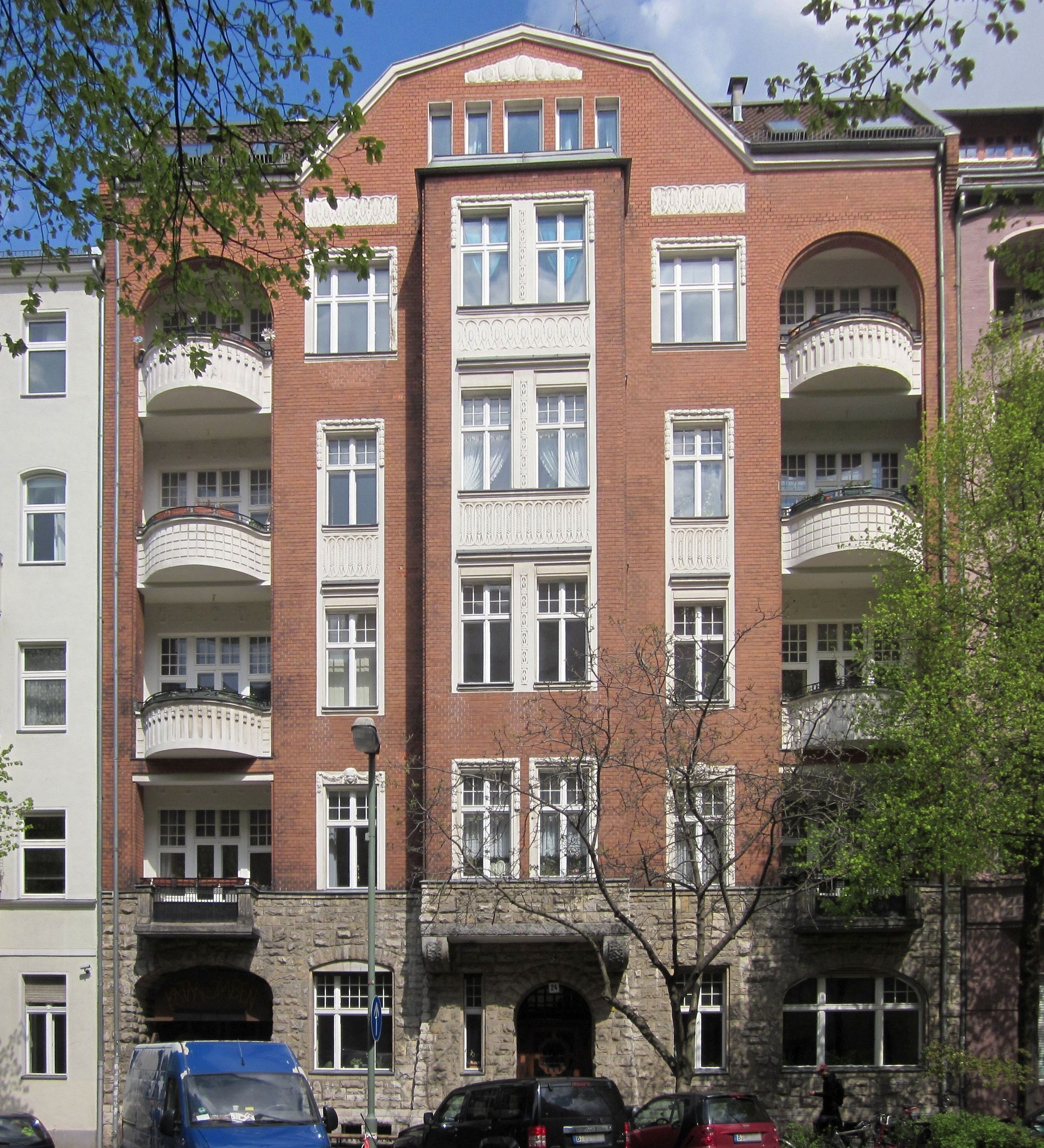
Monumentenstraße 24

In der Monumentenstraße 24 befindet sich ein von Richard Wagner errichtetes Mietshaus aus den Baujahren 1905/1906, bestehend aus Vorderhaus, Seitenflügeln und einem Quertrakt. Stilistisch ist es zwischen dem Jugendstil und dem Reformwohnungsbau des frühen 20. Jahrhunderts angesiedelt. Unter dem Haus befindet sich eine als Lager konzipierte Kelleranlage, die ursprünglich über die Monumentenstraße 23 bis in die Katzbachstraße 15 reichte. In dieser befindet sich als Technisches Denkmal ein nicht mehr betriebener hydroelektrischer Aufzug, der Lasten bis zu zwölf Tonnen in den Keller transportieren konnte.

## Stolpersteine
Vor dem Haus Monumentenstraße 23 befinden sich zwei Stolpersteine für Martha Ehrlich und Leopold Ehrlich, die beide Opfer des Holocaust wurden.

## Verkehrsanbindungen
An der Kreuzung Monumenten-/Katzbachstraße befindet sich die Bushaltestelle Monumentenstraße, die von der Buslinie 140 bedient wird.
In westlicher Richtung endet die Fortsetzung der Monumentenstraße durch die Langescheidtstraße am U-Bahnhof Kleistpark, der von der U-Bahn-Linie U7 und verschiedenen Buslinien bedient wird.
Weitere Bushaltestellen in der Nähe sind Viktoriapark (Linie 140), Dudenstraße (Linien 140 und M43), Katzbachstraße (Linie M19) und der Umsteigepunkt S+U Bahnhof Yorkstraße (Linien U7, S1, S2, S25, S26, M19)

## Fahrradstraße
Im Jahr 2017 wurde beschlossen, dass die Schöneberger Seite der Monumentenstraße zur Fahrradstraße werden soll. Bisher ist allerdings noch kein Baubeginn geplant. Deshalb kommt es regelmäßig zu Protesten (Stand: März 2025).